# Heptagenia
Heptagenia – rodzaj owadów uskrzydlonych należących do rzędu jętek (Ephemeroptera) i rodziny zmarwlocikowatych.
Obecnie do tego rodzaju należą następujące gatunki:
- Heptagenia adaequata
- Heptagenia culacantha
- Heptagenia dolosa
- Heptagenia elegantula
- Heptagenia flavescens
- Heptagenia julia
- Heptagenia marginalis
- Heptagenia patoka
- Heptagenia pulla
- Heptagenia solitaria
- Heptagenia sulphurea[2] – zmarwlocik żółtawy
- Heptagenia townesi
- Heptagenia whitingi